# Vitex rotundifolia
Vitex rotundifolia ist eine Pflanzenart aus der Gattung Vitex innerhalb der Familie der Lippenblütler (Lamiaceae). Sie ist in den gemäßigten und tropischen Gebieten des Pazifik-Raumes meist nahe der Küste weit verbreitet.

## Beschreibung

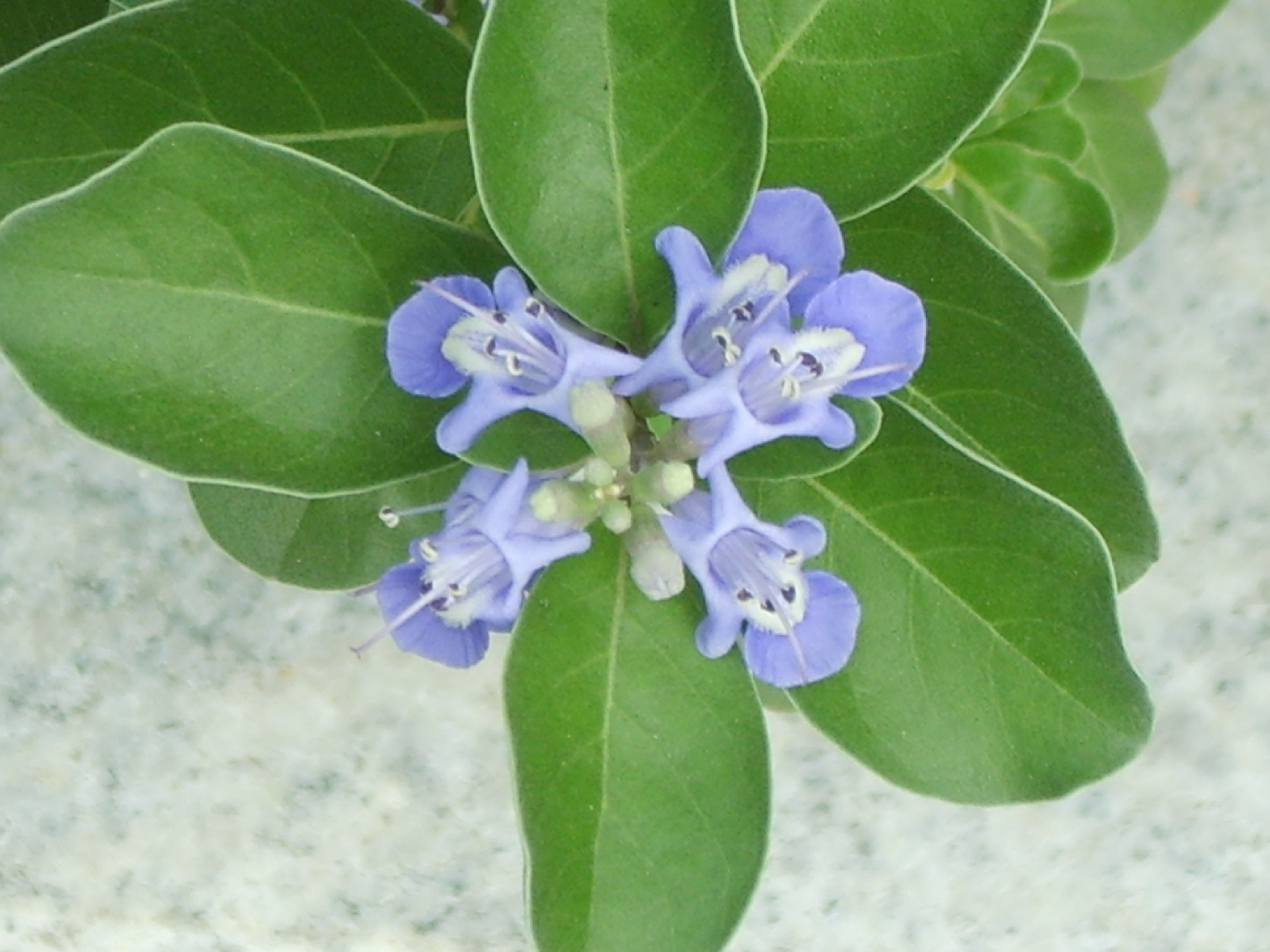
Laubblätter und Blütenstand mit zygomorphen Blüten

### Erscheinungsbild und Laubblatt
Vitex rotundifolia wächst als gut verzweigter, laubabwerfender Strauch und erreicht meist Wuchshöhen von 0,5 bis 1 Meter. Die niederliegenden bis kriechenden Zweige bilden an den Knoten (Nodien) Wurzeln. Die Rinde ist anfangs seidig wollig behaart.
Die gegenständig an den Zweigen angeordneten Laubblätter sind sitzend bis kurz gestielt und bestehen aus einem oder selten drei Blattteilen. Die Blattspreite ist bei einer Länge von 2,5 bis 5 cm und einer Breite von 1,5 bis 3 cm verkehrt-eiförmig-spatelförmig, eiförmig-elliptisch, breit länglich-elliptisch oder kreisförmig mit spitz zulaufender bis gerundeter Spreitenbasis und abrupt zugespitztem bis gerundetem oberen Ende. Der Blattrand ist glatt. Die Blattunterseite ist samtig wollig behaart und die Blattoberseite ist blass matt grün und behaart.

### Blütenstand, Blüte und Frucht
In China reicht die Blütezeit von Juli bis September. Die endständigen thyrsenförmigen Blütenstände weisen eine Länge von 3 bis 10 cm und einen Durchmesser von 1 bis 2,5 cm auf.
Die zwittrigen Blüten sind zygomorph und fünfzählig mit doppelter Blütenhülle. Die fünf Kelchblätter sind becherförmig verwachsen. Der 4 bis 5 mm lange Kelch ist zweilippig mit fünf Kelchzähnen; er ist außen winzig samtig wollig behaart sowie drüsig und innen kahl. Die fünf purpur-malvenfarbigen bis fliederfarben-blauen Kronblätter sind stieltellerförmig verwachsen. Die zweilippige Blütenkrone ist ebenfalls außen winzig samtig wollig behaart sowie drüsig. Die Kronröhre und die untere Hälfte des großen mittleren Kronlappens der Unterlippe sind innen zottig behaart. Der kugelige Fruchtknoten ist kahl und dicht drüsig. Die vier Staubblätter und der Griffel überragen die Blütenkrone.
Die kugelige Steinfrucht ist dunkelbraun, wenn sie trocken ist. Die Basis der Steinfrucht ist vom vergrößerten Kelch umgeben. In China reifen die Früchte von September bis November.

### Chromosomenzahl
Die Chromosomenzahl beträgt 2n = 34.

## Vorkommen
Vitex rotundifolia ist in weiten Teilen des gemäßigten und tropischen Pazifik-Raumes verbreitet. Das Areal der Art reicht von Indien ostwärts nach Hawaii und von Korea bis nach Süden bis Australien. Folgende Fundorte sind bekannt: Mauritius, Réunion, Taiwan, die chinesischen Provinzen Anhui, Fujian, Guangdong, Hebei, Jiangsu, Jiangxi, Liaoning, Shandong, Zhejiang; die japanischen Provinzen Honshū, Kyushu, Ryūkyū-Inseln, Shikoku; das südliche Indien einschließlich der Andamanen und Nikobaren, Sri Lanka, Kambodscha, Myanmar, Thailand, Vietnam, Indonesien, Malaysia, Papua-Neuguinea, die Philippinen, in Australien das nördliche Northern Territory, das nördliche Queensland und das nördliche Western Australia. In Hawaii ist die Pflanze vor allem unter den Namen Pōhinahina und Kolokolo kahakai bekannt.
Vitex rotundifolia gedeiht an sandigen und felsigen Küsten in Höhenlagen zwischen 0 und 15 Meter.

## Taxonomie
Die Erstveröffentlichung von Vitex rotundifolia erfolgte 1781 durch Carl von Linné dem Jüngeren in Supplementum Plantarum, S. 294. Synonyme für Vitex rotundifolia L.f. sind: Vitex ovata Thunb., Vitex ovata var. subtrisecta Kuntze, Vitex trifolia var. ovata (Thunb.) Makino, Vitex trifolia var. simplicifolia Cham., Vitex trifolia var. unifoliolata Schauer und Vitex trifolia subsp. litoralis Steenis.

## Nutzung
Die medizinischen Wirkungen von Vitex rotundifolia wurden untersucht.

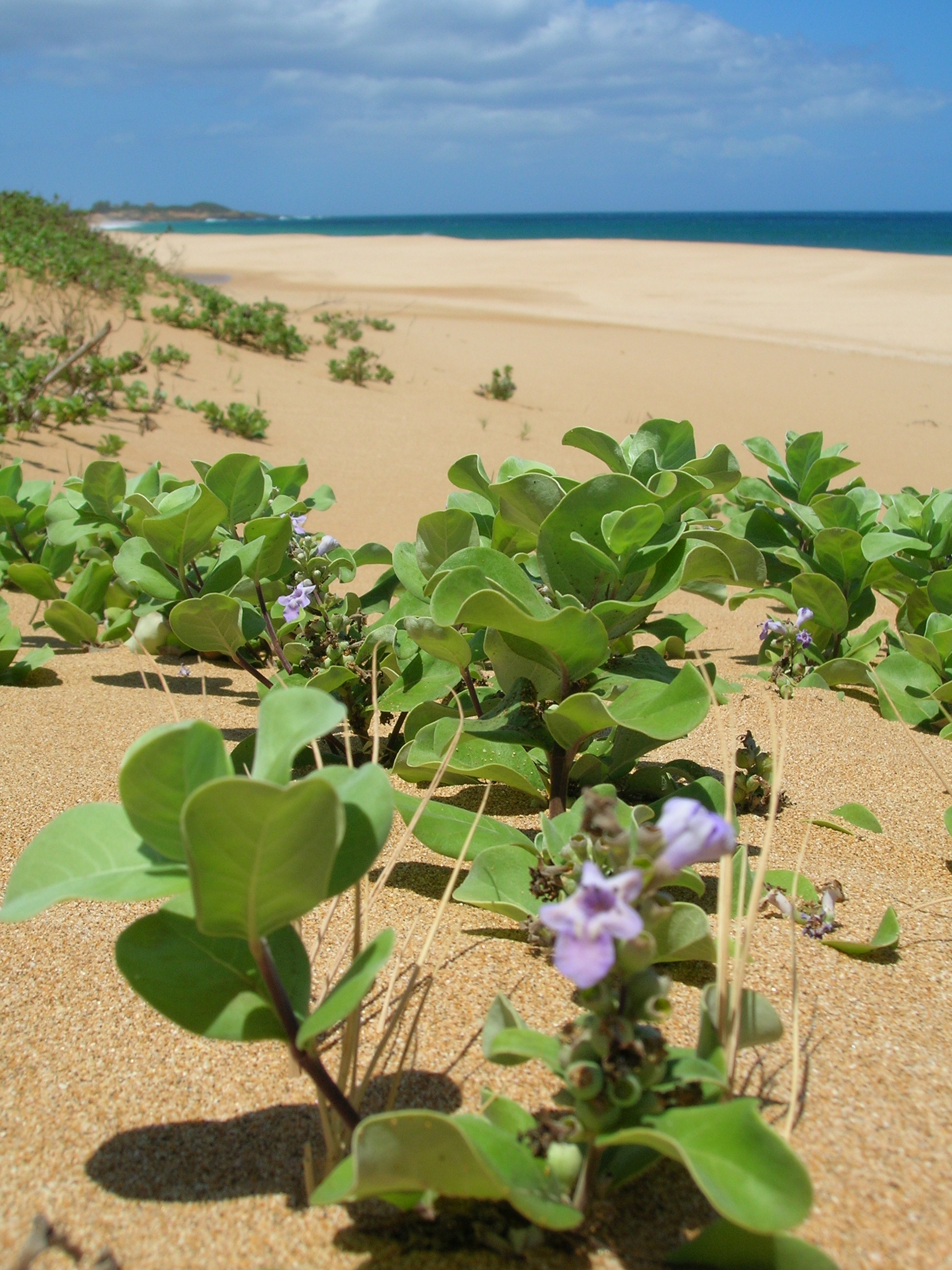
Standort
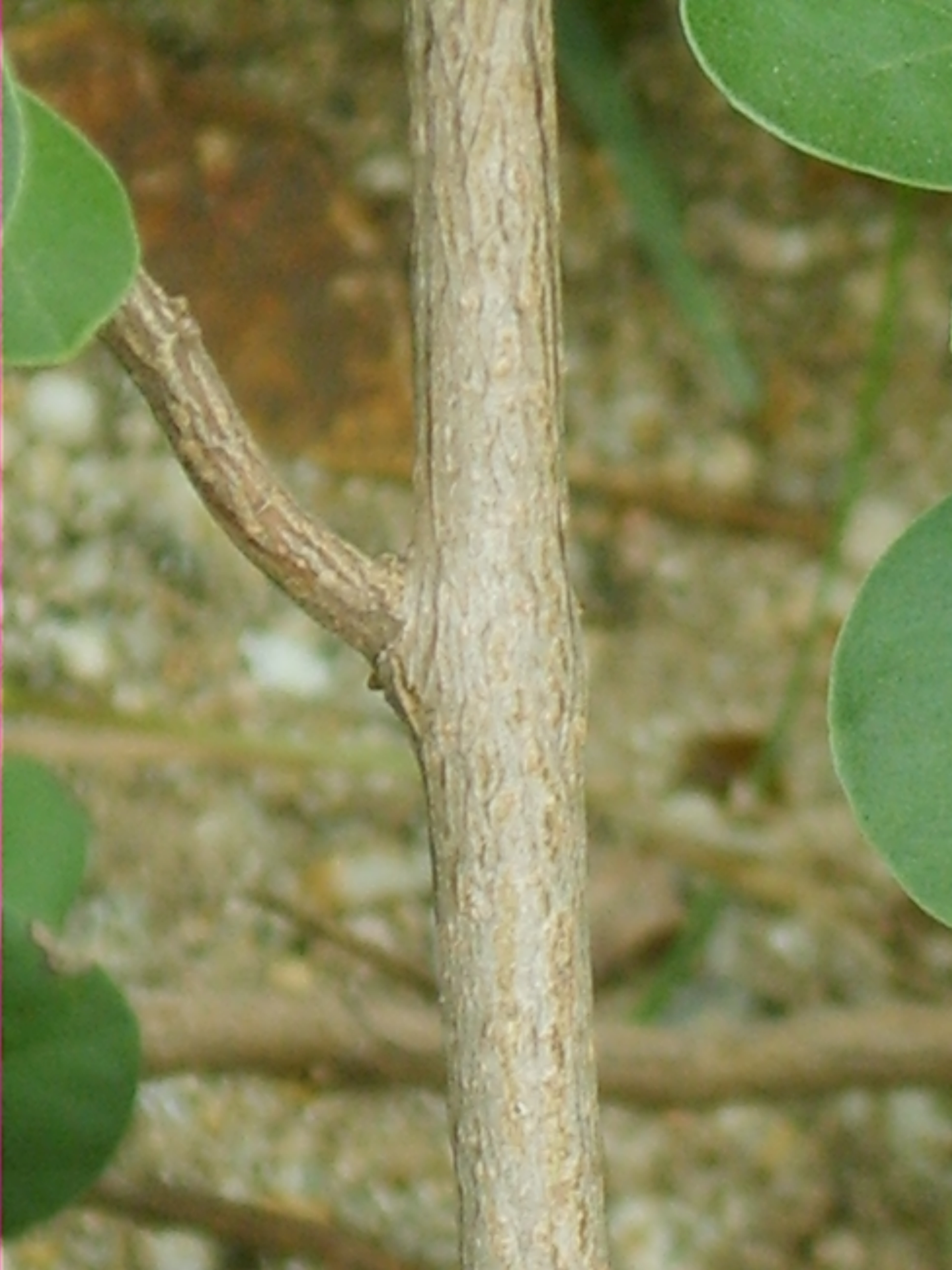
Rinde
Blätter
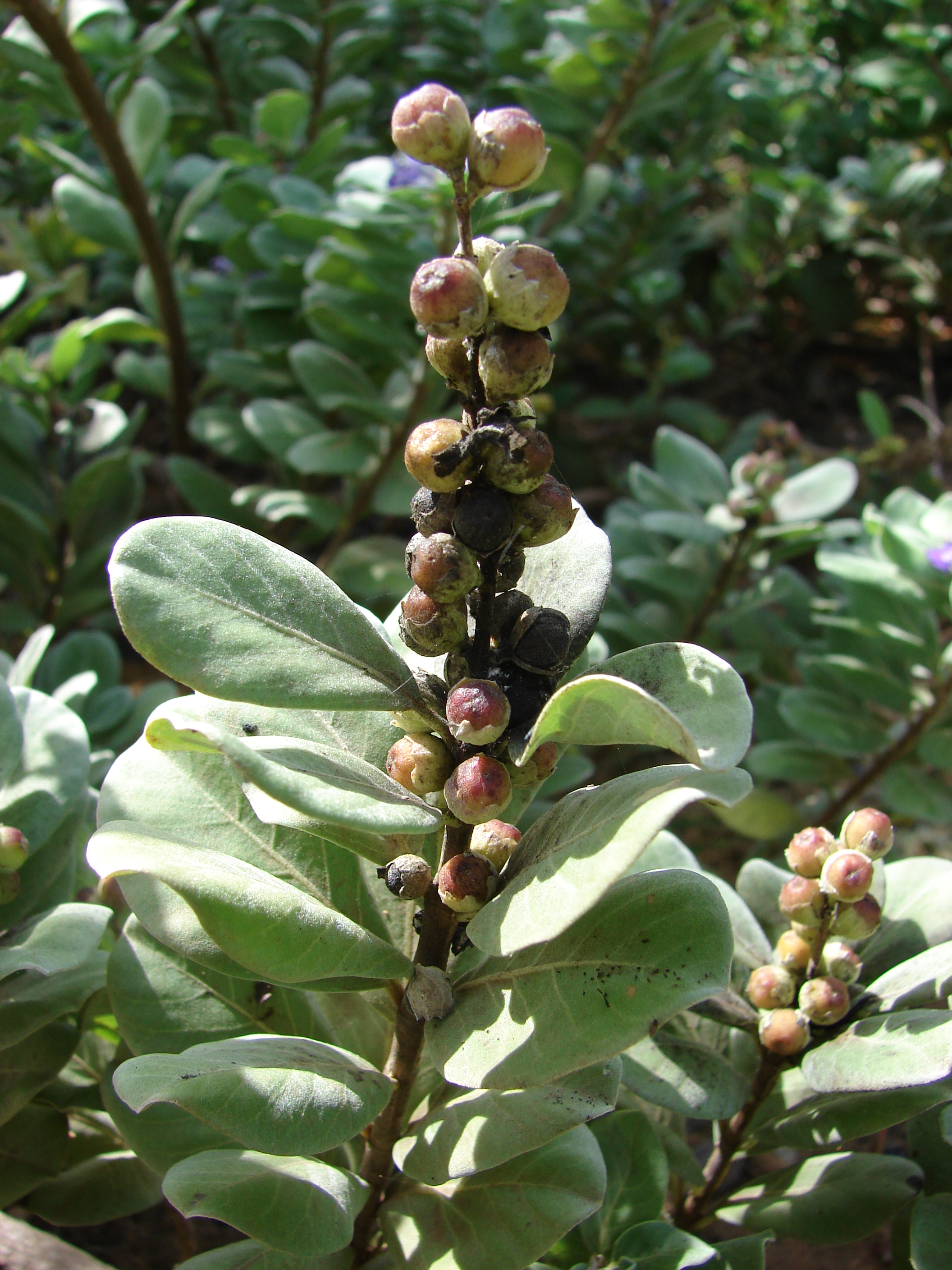
Früchte